# 莫拉達巴德縣
莫拉達巴德縣是印度的一個縣，位於該國北部，由北方邦負責管轄，面積3,493平方公里，識字率為45.74%，2001年人口2,761,620，人口密度每平方公里791人。

## 外部連結
- 官方网站